# 제이스타
제이스타(영어: J-STAR, 본명: 최종태, 1989년 8월 30일 ~ )은 대한민국의 가수이다.

## 음반
개인 음반
- 《뺏고 싶어》 (2013년)
- 《Hello》 (2014년)
- 《I know》 (with 정희철) (2015년)
- 《봄, 여름 그 사이(S.S)》 (with 정아) (2016년)

## 가수 외 활동

### 예능
- 《켠김에 왕까지》 (2014년, 온게임넷)

### 드라마
- 《인형의 집》 (2018년, KBS2) - 명현준 역